# 로렌차 인도비나
로렌차 인도비나(Lorenza Indovina, 1966년 10월 5일 ~ )는 이탈리아의 배우이다.